# كايتشي سوزا سانتوس
كايتشي سوزا سانتوس هي اختصاصية مناعة تعمل في قسم الحساسية والمناعة بكلية الطب بجامعة ساو باولو. صرحت سانتوس بأنها كانت أول شخص في عائلتها يعبر عن اهتمامه بالعلوم كمهنة. ألهمت أن تصبح عالمة أحياء من قصة النعجة دوللي أول حيوان ثديي مستنسخ. حصلت على درجة البكالوريوس في العلوم البيولوجية من جامعة ساو باولو في عام 2003، ودكتوراه في الحساسية وأمراض المناعة في عام 2008 من نفس المؤسسة. أثناء حصولها على الدكتوراه عملت على إيجاد مضاد للسم لدغة نحل العسل الغربي، والذي يُطلق عليه أيضًا اسم «نحل العسل الأفريقي» في الولايات المتحدة الأمريكية. كان عملها الأخير هو تحديد بروتينات السم في لسعات الحشرات المختلفة، وفي بعض الحالات تحديد الأضرار التي تسببها لأنسجة جسم الإنسان.
سانتوس عضو دولي في الأكاديمية الأمريكية لأمراض الحساسية والربو والمناعة.
كان من المتوقع أن تلد سانتوس توأمان في عام 2013.
حصل سانتوس على جائزة المحقق الشاب من مؤسسة ساو باولو للأبحاث.